# Dragträsket
Dragträsket är en sjö i Bodens kommun i Norrbotten och ingår i Luleälvens huvudavrinningsområde. Sjön har en area på 0,3 kvadratkilometer och ligger 186 meter över havet. Sjön avvattnas av vattendraget Gullträskbäcken (Bredträskbäcken).

## Delavrinningsområde
Dragträsket ingår i det delavrinningsområde (734044-174287) som SMHI kallar för Inloppet i Svanisträsket. Medelhöjden är 267 meter över havet och ytan är 8,81 kvadratkilometer. Det finns inga avrinningsområden uppströms utan avrinningsområdet är högsta punkten. Gullträskbäcken (Bredträskbäcken) som avvattnar avrinningsområdet har biflödesordning 3, vilket innebär att vattnet flödar genom totalt 3 vattendrag innan det når havet efter 129 kilometer. Avrinningsområdet består mestadels av skog (96 procent). Avrinningsområdet har 0,29 kvadratkilometer vattenytor vilket ger det en sjöprocent på 3,3 procent.